# اوجنیو گالیوسی
اوجنیو گالیوسی (ایتالیایی: Eugenio Galliussi; ۱۸ ژوئیهٔ ۱۹۱۵ – ۱۴ نوامبر ۲۰۱۰) دوچرخه‌سوار اهل ایتالیا بود.